# Sylvie Pierre
Sylvie Pierre, née le 22 juillet 1944 à Paris, est une critique de cinéma française.

## Éléments biographiques
Sylvie Pierre fréquente dès 1963 le cercle de critiques des Cahiers du cinéma, Jean Wagner, Jean Narboni, Jean-Louis Comolli, Jacques Bontemps, s'imprégnant de leurs goûts cinématographiques et critiques d'André Bazin à Éric Rohmer.
Elle entre à proprement parler à la rédaction de la revue en 1966, et devient collaboratrice régulière de février 1967 à mai 1971, demeurant officiellement au sein du comité de rédaction jusqu'à juillet-août 1973. Elle y écrit sur Jerry Lewis, John Cassavetes et Maurice Pialat, réalise des entretiens avec Jacques Rivette, Walerian Borowczyk, Subrata Mitra ou Marco Ferreri, et publie notamment un texte théorique remettant en cause la notion de photogramme chez Roland Barthes ("Éléments pur une théorie du photogramme"). Elle introduit Jacques Aumont, avec qui elle est mariée de 1965 à 1973, au sein de la revue. De 1968 à 1971, elle prend la succession de Jean-Pierre Biesse et de Patrick Brion comme responsable salariée de la photothèque des Cahiers, travaillant également au secrétariat de la rédaction en 1968 et 1969 avec Michel Delahaye.
Elle quitte la France en novembre 1971, et habite de manière continue à Rio de Janeiro puis à Brasilia au Brésil, entre 1971 et 1976. Elle y conduit notamment pendant trois mois, début 1972, un cours sur le cinéma et le montage de Sergueï Eisenstein au Musée d'art moderne de Rio de Janeiro, et apparaît en 1973 dans un film de Carlos Diegues, Jeanne, la Française. De retour en France en novembre 1976, où elle épouse Georges Ulmann, elle collabore sporadiquement aux Cahiers comme spécialiste du cinéma d'Amérique du sud à partir de juillet-août 1978. Elle publie en 1987 une monographie de Glauber Rocha aux éditions des Cahiers du cinéma, puis réalise avec Ulmann en 1989 un long métrage documentaire sur Rocha, L'Homme aux cheveux bleus.
À la création de la revue Trafic par Serge Daney en 1991, Sylvie Pierre entre au comité de rédaction aux côtés de Jean-Claude Biette, Raymond Bellour et Patrice Rollet, signant une trentaine de textes à partir du premier numéro à l'hiver 1991. Au moment de la rétrospective John Ford à la Cinémathèque française fin 2014, elle publie une analyse de Frontière chinoise.

## Filmographie

### Réalisatrice
- 1989 : L'Homme aux cheveux bleus, coréalisé avec Georges Ulmann

### Actrice
- 1970 : Petit à petit de Jean Rouch
- 1973 : Jeanne, la Française de Carlos Diegues
- 2010 : Biette de Pierre Léon
- 2011 : À voir absolument (si possible) : Dix années aux Cahiers du cinéma, 1963-1973 de Jean-Louis Comolli